# Моор, Эммануэль
Эммануэль Моор (венг. Moór Emánuel; 19 февраля 1863, Кечкемет — 20 октября 1931, курорт Мон-Пелерен, кантон Во, Швейцария) — венгерский композитор, пианист, изобретатель музыкальных инструментов.

## Биография
Родился в семье Рафаэля Моора, оперного певца (исполнившего, в частности, заглавную партию в вагнеровском «Лоэнгрине» в Львовской опере), а позднее синагогального кантора, автора еврейской религиозной музыки. Брат художника Хенрика Моора.
Начальное музыкальное образование получил у своего отца. В 13-летнем возрасте был удостоен золотой медали на конкурсе органной импровизации в Праге. Затем учился в Будапеште у Роберта Фолькмана и в Венской консерватории у Антона Доора и Антона Брукнера. С 1881 г. преподавал фортепиано в консерватории Сегеда, здесь же дебютировал как дирижёр. В 1885—1897 годах гастролировал по Европе и Америке сперва как аккомпаниатор (в частности, певицы Лилли Леман и скрипача Овида Мюзена), затем как солист. В 1888 г. оформил британское подданство, в середине 1890-х сотрудничал с дирижёром Джорджем Хеншелем, осуществившим в 1894—1895 гг. премьеры первых двух его симфоний. В 1901 г. обосновался в Швейцарии и посвятил себя композиции.
Известности Моора способствовало произошедшее в начале его швейцарского периода знакомство с Анатолием Брандуковым и, через Брандукова, с Пабло Казальсом. Благодаря этому знакомству Моор особенно много сочинял для виолончели (два концерта, концерт для двух виолончелей с оркестром, шесть сонат для виолончели и фортепиано, многочисленные камерные произведения). Казальс не только много исполнял музыку Моора (в частности, выбрав для своего дебюта в Вене его концерт для виолончели с оркестром до диез минор Op. 64), но и горячо рекомендовал композитора своим коллегам, благодаря чему музыка Моора попала в репертуар скрипачей Анри Марто, Эжена Изаи, Фрица Крейслера, Жака Тибо, Карла Флеша, пианиста Альфреда Корто, дирижёров Артура Никиша, Фрица Штайнбаха, Виллема Менгельберга. Моор посвятил Казальсу восемь своих сочинений, включая двойной концерт, написанный для него и его жены Гильермины Суджа. Квартет Моора для четырёх виолончелей Op. 95 Казальс исполнил вместе с Андре Эккингом, Жозефом Сальмоном и Дираном Алексаняном.
С середины 1910-х гг. общение Моора с Казальсом стало сходить на нет, а вместе с ним и композиторская активность Моора. Последнее его крупное сочинение, Концерт для струнного квартета с оркестром (1916), был написан для Квартета Флонзале и впервые прозвучал в Филадельфии под управлением Леопольда Стоковского. Последующий период жизни он посвятил преимущественно изобретению музыкальных инструментов. Наибольшую известность получило так называемое Фортепиано Моора — с двумя клавиатурами, подключёнными друг к другу таким образом, что с использованием второй клавиатуры пианист мог брать одной рукой интервал в две октавы. Наиболее известной исполнительницей на этом инструменте стала вторая жена Моора (с 1923 г.) Уинифред Кристи. В поздние годы занимался также живописью.

## Творческое наследие
Моор — автор пяти опер, из которых наибольший успех имели «Помпадур» и «Андреас Хофер» (обе поставлены в Кёльне в 1902 году). Ему принадлежат также восемь симфоний, четыре фортепианных и четыре скрипичных, а также альтовый и арфовый концерты, камерная музыка, реквием, прелюдии для скрипки и фортепиано.
В память композитора ныне существует фортепианный конкурс имени Эмануэля Моора.